# 没庐·墀松热霞
没庐·墀松热霞（藏語：འབྲོ་ཁྲི་གཟུ་རམ་ཤགས་）是吐蕃帝国的一位政治、军事人物。
出身在没庐氏家族，为赞普一族的外戚。赤松德赞在位期间，为政务九大臣之一，穿白狮皮袍。赤松德赞召集诸大臣参加永远信奉佛教的盟誓，当时没庐·墀松热霞以内大相的身份参加这场盟誓。
789年，墀松热霞率领吐蕃军队北伐于阗，翌年征服于阗，将其置于吐蕃统治之下，并征收贡赋。那囊·尚·杰擦拉囊（尚结赞）逝世之后继任大贡论一职。